# Sistema TECO
Sistema TECO (acrónimo de Tren Expreso de Contenedores) fue el primer tren de mercancías en España, que inició su servicio entre Madrid-Peñuelas y Barcelona-Morrot durante el período del 7 al 12 de julio de 1972. Con la inauguración de TECO, se inició el transporte moderno de mercancías en España.
Antes de la creación de TECO, el transporte de mercancías en España se realizaba mediante vagones de carga, que eran muy lentos y poco eficientes. La creación de TECO supuso un gran avance en el transporte de mercancías en España, ya que permitía el transporte de grandes cantidades de carga en contenedores estandarizados y con un menor tiempo de tránsito.
A lo largo de los años, TECO ha evolucionado y se ha modernizado, convirtiéndose en uno de los principales operadores de transporte de mercancías en España. Actualmente, TECO cuenta con una amplia flota de trenes de mercancías y ofrece servicios de transporte a empresas de diversos sectores, como la automoción, la alimentación o la industria química.
El sistema de transporte de mercancías de TECO es altamente eficiente y respetuoso con el medio ambiente, ya que reduce la emisión de gases contaminantes y la huella de carbono en comparación con otros medios de transporte. Además, el transporte ferroviario de mercancías es más seguro y fiable que otros medios de transporte, como el transporte por carretera.